# Olienka Salinas
Olienka Salinas López (Chimbote, 1976) es una exjugadora de fútbol, futsal y entrenadora peruana, reconocida por ser la goleadora de la selección nacional de fútbol y fútbol sala, con 7 y 9 goles respectivamente. Desde el 2018 hasta el 2021 formó parte del comando técnico como Directora Técnica del equipo femenino de Sporting Cristal que participa en la Liga de fútbol femenino del Perú. Actualmente, es Directora Técnica del Fútbol Club Killas, equipo profesional de fútbol que participa también de la Liga FPF de futbol femenino nacional del Perú.

## Trayectoria

### Como jugadora
Olienka empezó a jugar al fútbol a los 5 años, apoyada por su padre que era entrenador en Chimbote. En sus inicios, desde los 5 hasta los 13 años jugó solamente con hombres debido al escaso desarrollo del fútbol femenino. En enero de 1997 viajó a Lima para hacer pruebas en Sporting Cristal y resultó seleccionada. Debutó de manera oficial con el equipo Celeste ese mismo año y se mantuvo hasta el año 2000. Durante ese periodo fue ganadora del Campeonato Metropolitano en 1998, 1999 y 2000; además fue campeona y goleadora (con 12 goles en 6 partidos) del Campeonato Sudamericano de Fútbol Femenino 2000. Este torneo «experimental» fue organizado por la Federación Peruana de Fútbol y se puede considerar como un precedente de la Copa Libertadores Femenina. 
Sporting Cristal decidió no dar continuidad a su sección femenina a partir del año 2000 y  Olienka pasó a ser parte de Sport Boys donde fue goleadora en el 2002. Olienka se retiró del fútbol en el 2005.
Desde el 2004 hasta el 2009 Olienka jugó en el equipo femenino de fútbol sala de la Universidad San Martín (entre 2004 y 2005 en paralelo con el fútbol). Allí fue goleadora en el Torneo Metropolitano femenino de fútbol sala de 2006 y 2007, además de ser campeona en el 2006.

### Como entrenadora
Fundó la Escuela de Fútbol Olienka Salinas donde empezó a ejercer como directora técnica y más tarde se hizo cargo de la dirección de la Asociación Fuerza Cristal , un equipo femenino que participaba en los campeonatos de la FPF, pero que no contaba con el patrocinio de Sporting Cristal, desde su creación hasta 2018 cuando Sporting Cristal decidió refundar su sección femenina en base al equipo de Fuerza Cristal. 
Olienka es además de asistente técnica en Sporting Cristal, la entrenadora de fútbol y futsal del colegio Franklin Delano Roosevelt, equipo con el que participa en el Campeonato de colegios estadounidenses; entrenadora de futsal masculino y femenino de la Universidad Ricardo Palma, equipos con los que participa en el Torneo Metropolitano de la FEDUP; y entrenadora en Barça Academy Perú.
En la actualidad se encuentra desempeñando el cargo de Directora Técnica al mando del Futbol Club Killas de la Primera División de fútbol femenino del Perú.

## Selección nacional
Olienka fue parte del equipo de la selección femenina que debutó en el Campeonato Sudamericano de Mar del Plata 1998. En aquella ocasión Perú obtuvo el 3.° lugar, su mejor desempeño hasta la actualidad, y Olienka marcó 5 goles. Volvió a participar en el Sudamericano de 2003 donde le marcó dos goles a Bolivia en el primer partido del grupo A, jugado en Lima, en el estadio Monumental. Esos 7 goles la convierten en la goleadora de la selección nacional de fútbol femenino.
Olienka también ha sido parte de la selección femenina de fútbol sala y ha participado en los campeonatos sudamericanos de Barueri 2005, Guayaquil 2007 y Campinas 2009. Ha marcado 9 goles en total, 7 en la edición de 2005 y 2 en la de 2007. 
Desde 2017 es asistenta técnica en la selección nacional femenina en todas sus categorías, mayores, sub-20, sub-17, sub-15 y futsal.

### Participaciones en el Campeonato Sudamericano de fútbol
| Torneo                                   | Sede                     | Resultado     | Partidos | Goles |
| ---------------------------------------- | ------------------------ | ------------- | -------- | ----- |
| Campeonato Sudamericano Femenino de 1998 | Mar del Plata, Argentina | Tercer puesto | 6        | 5     |
| Campeonato Sudamericano Femenino de 2003 | Lima, Perú               | Cuarto puesto | 5        | 2     |

#### Goles con la selección femenina de fútbol
| Torneo                                   | Ronda                            | Equipo 1  | Resultado      | Equipo 2 | Goles |
| ---------------------------------------- | -------------------------------- | --------- | -------------- | -------- | ----- |
| Campeonato Sudamericano Femenino de 1998 | Fase de grupos: Grupo A, fecha 3 | Colombia  | 1–2            | Perú     | 1     |
| Campeonato Sudamericano Femenino de 1998 | Semifinales                      | Argentina | 1–1 (pen: 4-3) | Perú     | 1     |
| Campeonato Sudamericano Femenino de 1998 | Partido por el tercer lugar      | Perú      | 3–3 (pen: 5-4) | Ecuador  | 3     |
| Campeonato Sudamericano Femenino de 2003 | Fase de grupos: Grupo A, fecha 1 | Perú      | 3–1            | Bolivia  | 2     |

### Participaciones en el Campeonato sudamericano de fútbol sala
| Torneo                               | Sede               | Resultado      | Partidos | Goles |
| ------------------------------------ | ------------------ | -------------- | -------- | ----- |
| Sudamericano Femenino de Futsal 2005 | Barueri, Brasil    | Fase de grupos | 3        | 7     |
| Sudamericano Femenino de Futsal 2007 | Guayaquil, Ecuador | Fase de grupos | 3        | 2     |
| Sudamericano Femenino de Futsal 2009 | Campinas, Brasil   | Cuarto puesto  | 3        | 0     |

## Clubes
| Club                      | país | Años      |
| ------------------------- | ---- | --------- |
| Sporting Cristal (fútbol) | Perú | 1997-2000 |
| Sport Boys (fútbol)       | Perú | 2000-05   |
| USMP (fútbol sala)        | Perú | 2004-09   |

## Palmarés

### Como jugadora

#### Campeonatos nacionales
| Campeonato                                   | País | Club             | Año  |
| -------------------------------------------- | ---- | ---------------- | ---- |
| Campeonato Metropolitano                     | Perú | Sporting Cristal | 1998 |
| Campeonato Metropolitano                     | Perú | Sporting Cristal | 1999 |
| Campeonato Metropolitano                     | Perú | Sporting Cristal | 2000 |
| Torneo Metropolitano de fútbol sala femenino | Perú | USMP             | 2006 |

#### Campeonatos internacionales
| Campeonato                                      | Club             | Año  | Goles |
| ----------------------------------------------- | ---------------- | ---- | ----- |
| Campeonato Sudamericano de Fútbol Femenino 2000 | Sporting Cristal | 2000 | 12    |

### Como entrenadora

#### Campeonatos nacionales
| Campeonato                                              | País | Club                      | Año  |
| ------------------------------------------------------- | ---- | ------------------------- | ---- |
| Torneo Metropolitano de fútbol sala femenino (apertura) | Perú | Universidad Ricardo Palma | 2010 |

#### Campeonatos de la FEDUP
| Campeonato                              | País | Equipo                    | Año  |
| --------------------------------------- | ---- | ------------------------- | ---- |
| Torneo Metropolitano de Futsal Femenino | Perú | Universidad Ricardo Palma | 2018 |

- Subcampeón: Torneo Metropolitado de Futsal Femenino 2017 con la Universidad Ricardo Palma.

#### Campeonato Sudamericano de colegios estadounidenses
- Tercer lugar: Fútbol femenino 2018 con el colegio Franklin Delano Roosevelt Sub-16.

## Vida personal
Olienka es ingeniera de sistemas graduada de la Universidad de San Martín de Porres y estudió Educación Física en la Universidad Nacional Mayor de San Marcos. También cuenta con estudios en Gerencia Deportiva y es dueña de la Escuela de Fútbol Femenino Olienka Salinas. 